# Bryobacterales
Bryobacterales es un orden de bacterias gramnegativas de la clase Terriglobia. Fue descrito en el año 2018. Actualmente contiene una sola familia, Bryobacteraceae, y dos géneros. Contiene bacterias aerobias y anaerobias, e inmóviles. Forman colonias incoloras. Se encuentra en suelos húmedos. 

## Taxonomía
Actualmente se divide en una familia y dos géneros, con una sola especie cada uno:
- Familia Bryobacteraceae
  - Género Bryobacter
    - Bryobacter aggregatus

  - Género Paludibaculum
    - Paludibaculum fermentans